# Jardín Botánico de Carolina del Norte
El Jardín Botánico de Carolina del Norte en inglés: North Carolina Botanical Garden es un jardín botánico y arboreto, de 281,32 hectáreas (700 acres), y además supervisa 84,40 hectáreas (210 acres) de bosque preservado. 
Está administrado por la Universidad de Carolina del Norte en Chapel Hill, "Old Mason Farm Road", Carolina del Norte. 
Es miembro del BGCI, participa en programas de la International Agenda for Botanic Gardens in Conservation.
El código de identificación del North Carolina Botanical Garden como miembro del "Botanic Gardens Conservation International" (BGCI), así como las siglas de su herbario es NCU.

## Localización
North Carolina Botanical Garden CB Box 3375, Totten Center, University of North Carolina, Chapel Hill Orange county-Durham county, Carolina del Norte NC 27599-3375 United States of America-Estados Unidos de América
Planos y vistas satelitales.35°53′57.71″N 79°2′1.98″O / 35.8993639, -79.0338833
Está abierto diariamente, sin ninguna tarifa de entrada.

## Historia
Su fecha de partida se remonta a 1903, cuando el profesor William Chambers Coker comenzó a plantar árboles y arbustos en el campus central (ahora Coker Arboretum). 
En 1952 los administradores dedicaron 70 acres forestados para el desarrollo botánico del jardín. Más adelante fueron donados 103 acres más por el benefactor William Lanier Hunt. 
Más anexiones de terrenos con un desarrollo considerable del jardín botánico tuvieron lugar desde la década de 1960 en adelante.

## Colecciones
Actualmente, después de varias ampliaciones, el Jardín botánico abarca 14 colecciones y alberga jardines que contienen unas 5,900 accesiones representando 2,100 especies. Son de destacar:

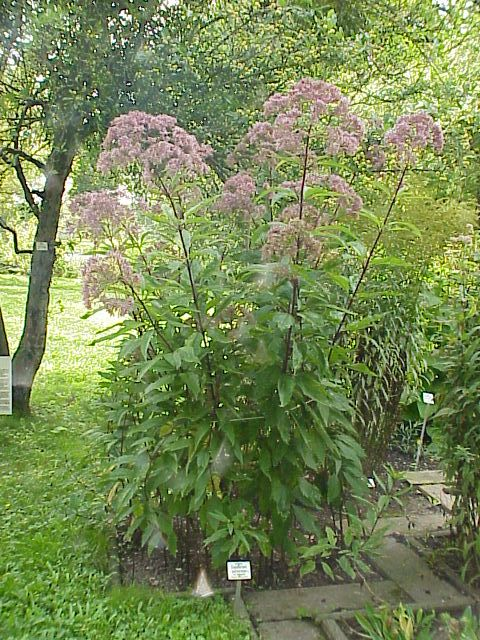
Eupatorium purpureum, planta nativa del este y centro de los Estados Unidos.

- Battle Park (90 acres), terreno forestado en el centro de Chapel Hill.
- Colección de plantas carnívoras, una reconocida colección que incluye Pinguiculas, 75 taxones de Sarracenias, Droseras, y Dionaea muscipula
- Jardines de los hábitats de las Planicies Costeras y las Colinas de areniscas, representan los ecosistemas en la parte este de Carolina del Norte.
- Coker Arboretum
- Colección de helechos, con las especies representativas del este de EE. UU..
- Jardín de las familias de plantas de flor, es en sí mismo un jardín botánico tradicional, y nos muestra con sus plantas rotuladas las relaciones evolutivas entre los grupos de las plantas de flor. Son de destacar los 161 taxones de Hemerocallis, y los 200 taxones de Narcissus.
- Jardín hortícola de demostración terapéutica, plantas medicinales que se encuentran en un jardín diseñado para facilitar el acceso a las personas con una movilidad limitada.
- El jardín de hierbas de Mercer Reeves Hubbard, alberga unas 500 especies, incluyendo 52 cultivares de Salvia rosmarinus, distribuidas en un jardín Culinario, jardín de plantas de interés económico, jardín de plantas medicinales, plantas nativas americanas, y jardín de plantas venenosas.
- William Lanier Hunt Arboretum
- "Mason Farm Biological Reserve" (Reserva Biológica de la Granja Mason), un área natural preservada de 147,50 hectáreas (367 acres).
- "Mountain Habitat Garden" (Jardín del Hábitat de Montaña), plantas y árboles característicos de las zonas montañosas del área sur de los montes Apalaches en altitudes de 1,500 pies a 6,684 pies.
- Borde de Plantas Nativas, plantas perennes nativas, arbustos, árboles y malezas.
- Jardín de plantas de humedales nativas, con Nymphaea odorata y Nelumbo lutea, además de Pontederia cordata, y muchas otras. Todas estas plantas acuáticas son nativas del sureste de Estados Unidos.
- UNC Herbarium (sus primeros especímenes datan de 1835) con 750,000 especímenes tomados de su medio natural documentados históricamente nos muestran la identidad y distribución de las plantas de Carolina del Norte y de la zona del sureste de los EE. UU.